# Landiras
Landiras  egy francia település Gironde megyében az Aquitania régióban. Lakosainak száma 2245 fő (2022. január 1.).

## Adminisztráció
Polgármesterek:
- 2008–2020 Jean Marc Pelettant

## Demográfia
| Lakosok száma | 1132 | 1230 | 1418 | 1862 | 2206 | 2274 | 2227 | 2195 | 2190 | 2245 |
|               | 1968 | 1982 | 1990 | 2006 | 2013 | 2015 | 2017 | 2019 | 2020 | 2022 |

## Testvérvárosok
- Dippach (Luxemburg)